# Hôpital La Rochefoucauld

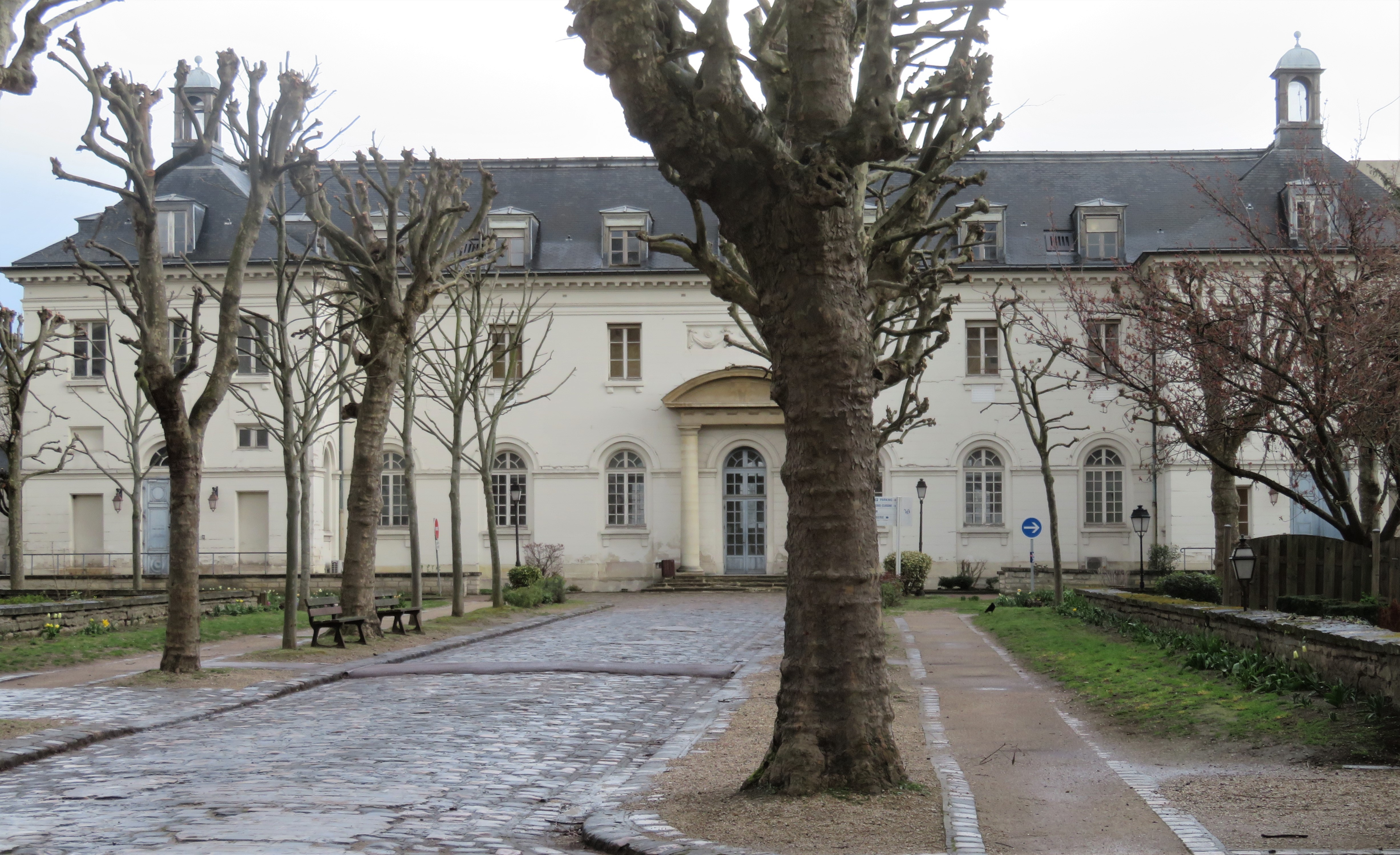
Haupteingang, 2010

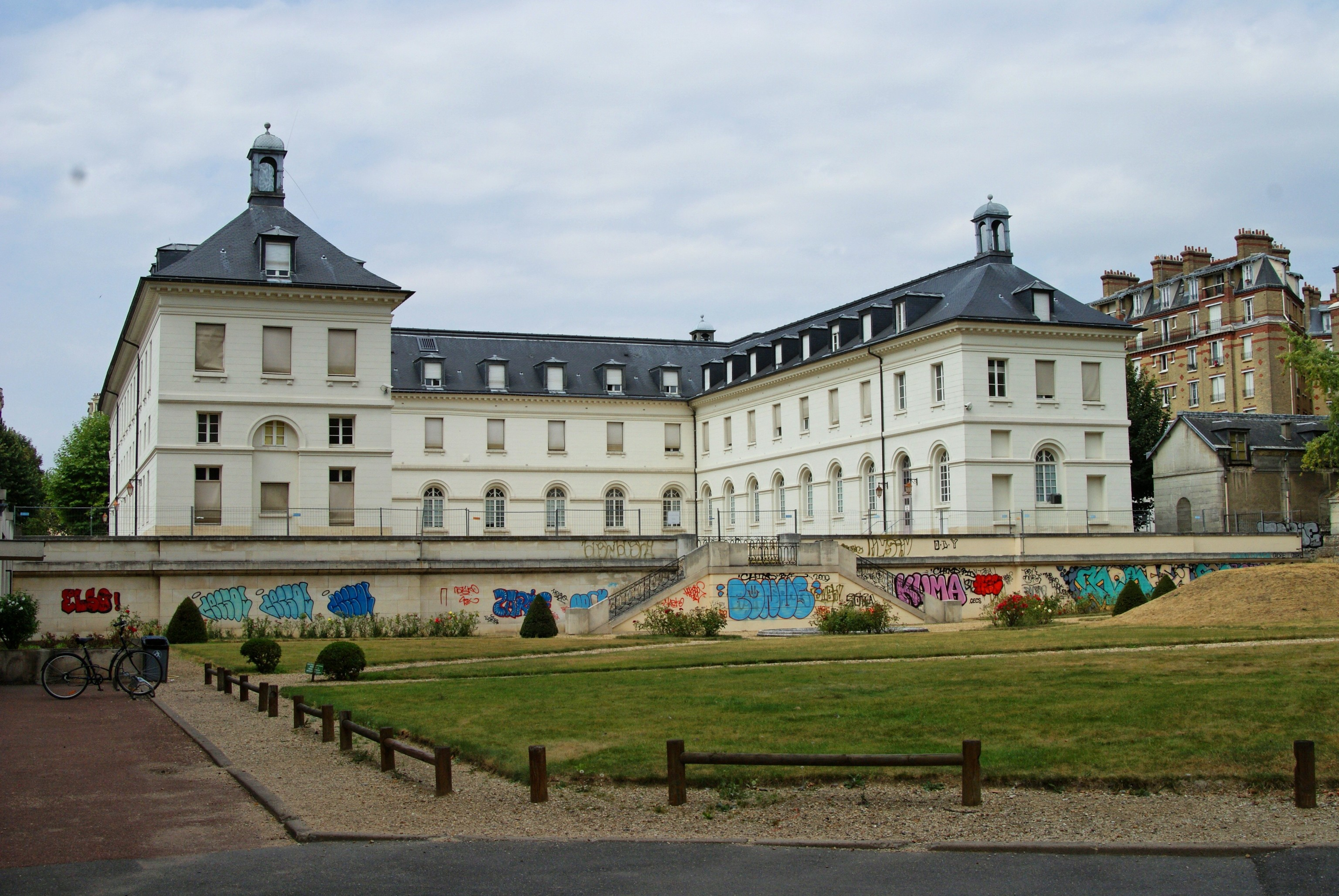
Ansicht von der Avenue René Coty, 2009

Das Hôpital La Rochefoucauld ist ein ehemaliges Krankenhaus der Verbundes Assistance publique – Hôpitaux de Paris im 14. Arrondissement von Paris. Es steht unter Denkmalschutz.

## Beschreibung
Das Krankenhaus ist ein großes klassizistisches Gebäude des 18. Jahrhunderts in U-Form. Es liegt zwischen der Avenue du Général Leclerc im Westen, von der der Zugang erfolgt, und der Avenue René Coty im Osten.
Von der Avenue René-Coty aus kann man die hintere Fassade des Gebäudes und den Zugang zum Kontrollschacht Regard de Saux (Nr. 25) des Aqueduc Médicis erkennen, der es mit Wasser versorgte.

## Geschichte
Das Krankenhaus wurde als „Königliches Haus der Gesundheit“ (Maison royale de la Santé) 1780 von Père Gérard vom Ordre de la Charité mit Unterstützung von Ludwig XVI. gegründet und nach einem Entwurf des Architekten Jacques-Denis Antoine erbaut. Es wurde während der Französischen Revolution in Hospice national de Montrouge umbenannt. 1821 erhielt es den Namen Hospice de La Rochefoucauld und danach den Namen Hôpital La Rochefoucauld.
Das Gebäude steht seit dem 19. Oktober 1928 unter Denkmalschutz.
Im Jahr 2019 wurde es für die vorübergehende Aufnahme alleinstehender Frauen zur Verfügung gestellt und anschließend an die Polizeiwache des XIV. Arrondissements vermietet.